# Ваза (фонтан, Петергоф)
Ваза  — памятник архитектуры в Петергофе, фонтан в восточной части Нижнего парка, в Китайском саду Монплезира.
У фонтана круглый бассейн, его создал фонтанный мастер Г. Штокмар по проектам Э. Л. Гана.
При послевоенной реставрации фонтана была использована невысокая чаша с сильно расширяющимся желобчатым верхним краем и выпуклым ложчатым низом, сделанная из розового тивдийского мрамора. У  чаши круглая каннелированная ножка с квадратным плинтом. Эта чаша в числе восьми других была создана в 1800 году по рисунку А. Н. Воронихина для Львиного каскада; после перестройки каскада в 1854—1856 годах сохранилось четыре вазы из восьми. Ими украсили Собственную дачу и дачу Молво, в 1928 году они были переданы Управлению петергофскими музеями, которое в 1930 году установило их в Верхнем саду.
После войны сохранилось три вазы. Две чаши, не использованные в фонтане, хранятся в фондах.